# Michael Gazzaniga
Michael S. Gazzaniga s-a născut în decembrie 12, 1939 și este profesor de psihologie la Universitatea din California, Santa Barbara, unde este șef al SAGE Center for the Study of the Mind (Centrul Pentru studiul Minții).În 1961, Gazzaniga a absolvit Colegiul Dartmouth. În 1964, a primit titlul de doctor în psihobiologie la California Institute of Technology.

## Contribuții științifice
A lucrat sub ghidarea lui Roger Sperry cu prima responsabilitate, de inițiere a cercetării sciziunii creierului uman.În lucrările sale ulterioare el a făcut importante progrese în înțelegerea lateralizării funcționale a creierului și a comunicării reciproce dintre emisferele cerebrale.